# Lepidium orbiculare
Lepidium  orbiculare (лат.) — вид растений рода Клоповник (Lepidium) семейства Капустные, или Крестоцветные (Brassicaceae). Эндемик Гавайских островов.
Название Lepidium  orbiculare H.St.John имеет в The Plant List (2013) статус unresolved name, то есть относительно него нельзя однозначно сказать, следует ли его использовать как название самостоятельных видов — либо следует свести его в синонимику другого таксона.

## Описание
Однолетнее растение высотой более 33 см. Листовые пластинки обратнолоанцетные, длиной 4,5—7,5 см, 1,9—2,9 см шириной. Соцветие — метёлка длиной 17 см, с несколькими кистями. Лепестки белые, 0,8 мм длиной, количеством 4. Плод — округлая коробочка диаметром 3,5—4 мм.

## Ареал
Обитает на скалистых поверхностях. Эндемик Гавайских островов. Известны всего две популяции на острове Кауаи.

## Охранный статус
Занесен в Международную Красную книгу со статусом Critically Endangered  «Вид на грани исчезновения». Лимитирующими факторами являются оползни, засуха, а также конкуренция с инвазивными видами
Stachytarpheta jamaicensis и Melinis minutiflora. 